# Risz-Aszur
Risz-Aszur (akad. Rīš-Aššūr) – wysoki asyryjski dostojnik, pełnił urząd „wezyra” (sukkallu) na dworze króla Adad-nirari I (1305-1274 p.n.e.) lub króla Tukulti-Ninurty I (1243-1207 p.n.e.). W trakcie wykopalisk w Aszur odnaleziono jego stelę.